# I Am David
Pour plus de détails, voir Fiche technique et Distribution.
I Am David est un film britannico-américain réalisé par Paul Feig, sorti en 2003.

## Synopsis
Sept ans après la Seconde Guerre mondiale, David, un garçon de 12 ans, s'échappe d'un goulag en Bulgarie et tente de rejoindre le Danemark.

## Fiche technique
- Titre : I Am David
- Réalisation : Paul Feig
- Scénario : Anne Holm et Paul Feig d'après le roman David, c'est moi d'Anne Holm
- Musique : Stewart Copeland
- Photographie : Roman Osin
- Montage : Steven Weisberg
- Production : Davina Belling, Lauren Levine et Clive Parsons
- Société de production : Walden Media et Film and General Productions
- Société de distribution : Lions Gate Films (États-Unis)
- Pays de production :  Royaume-Uni et  États-Unis
- Genre : Aventure, drame et historique
- Durée : 90 minutes
- Dates de sortie : 
  - France : 15 mai 2003 (festival de Cannes)
  - Royaume-Uni : 5 novembre 2004

## Distribution
- Ben Tibber : David
- Jim Caviezel : Johannes
- Joan Plowright : Sophie
- Hristo Chopov : l'homme
- Roberto Attias : Baker
- Maria Bonnevie : la mère de David
- Francesco De Vito : Roberto
- Marin Jivkov : Cecha
- Robert Syulev : Angelo
- Adrian McCourt : le père de David
- Viola Carinci : Maria
- Alessandro Sperduti : Carlo
- Silvia De Santis : Elsa
- Paco Reconti : Giovanni

## Accueil
Le film a reçu un accueil mitigé de la critique. Il obtient un score moyen de 47 % sur Metacritic.